# Andrzej Grabiński (1922–2006)
Andrzej Grabiński (ur. 24 maja 1922 w Utracie, zm. 5 kwietnia 2006 w Warszawie) – polski adwokat, obrońca w procesach politycznych okresu PRL, działacz KSS „KOR”, doradca NSZZ „Solidarność”, oskarżyciel posiłkowy w procesie sprawców morderstwa księdza Jerzego Popiełuszki.

## Życiorys
Andrzej Grabiński urodził się w Utracie (od 1926 roku Piastów), w rodzinie pracownika Polskich Kolei Państwowych. W latach szkolnych należał do młodzieżowej organizacji związanej z Obozem Narodowo-Radykalnym, w okresie okupacji był żołnierzem Związku Jaszczurczego i Narodowych Sił Zbrojnych. Pracował w warsztatach kolejowych i jednocześnie rozpoczął studia prawnicze na Tajnym Uniwersytecie Warszawskim. Ukończył je po zakończeniu wojny, pod koniec lat 40.
W pierwszych powojennych latach pracował w PKP w województwie olsztyńskim. Od 1955 roku był związany z Klubem Krzywego Koła. Po odbyciu aplikacji adwokackiej w latach 50., w następnych dekadach był obrońcą w procesach politycznych. Wspólnie ze Stanisławem Szczuką występował w procesie Wojciecha Ziembińskiego, razem z Andrzejem Bąkowskim bronił Henryka Wujca w procesie działaczy KOR-u. Był obrońcą w procesach studentów kolportujących List otwarty do członków PZPR w 1965 roku, uczestników wydarzeń marcowych (między innymi Jana Lityńskiego i Seweryna Blumsztajna), robotników z Radomia i Ursusa w 1976 roku, księży, członków Ruchu Światło-Życie, prześladowanych Łemków i Litwinów z Puńska, Świadków Jehowy. Od 1977 roku współpracował stale z Biurem Interwencyjnym KSS „KOR”.
Po powstaniu NSZZ „Solidarność” został doradcą Regionu Mazowsze. W okresie stanu wojennego działał w Prymasowskim Komitecie Pomocy Osobom Pozbawionym Wolności i ich Rodzinom, organizował pomoc dla Grup Oporu „Solidarni” i zdelegalizowanych komisji zakładowych związku. W latach 1984–1985 uczestniczył w procesie sprawców morderstwa księdza Jerzego Popiełuszki w charakterze oskarżyciela posiłkowego.
Działał w Naczelnej Radzie Adwokackiej i Zrzeszeniu Prawników Polskich, był członkiem Stowarzyszenia Polskich Kombatantów w Kraju. W 1997 roku zaprzestał, z powodów zdrowotnych, czynnej działalności zawodowej. Zmarł 5 kwietnia 2006 roku w Warszawie i został pochowany na Cmentarzu Wojskowym na Powązkach.
Pośmiertnie został odznaczony Krzyżem Komandorskim z Gwiazdą Orderu Odrodzenia Polski.